# Arnaud Petit
Arnaud Petit (ur. 17 lutego 1971 w Albertville w departamencie Sabaudia) – francuski wspinacz sportowy, uprawiający także wspinaczkę lodową. Specjalizował się w prowadzeniu oraz we wspinaczce klasycznej. Wicemistrz świata we wspinaczce sportowej w 1995. Mistrz Europy w prowadzeniu z 1996 roku z Paryża.

## Kariera sportowa
W 1995 na mistrzostwach świata w szwajcarskiej Genewie wywalczył srebrny medal we wspinaczce sportowej w konkurencji prowadzenie, w finale przegrywając z rodakiem, trzykrotnym mistrzem świata  François Legrandem.
Na mistrzostwach Europy w 1996 w Paryżu zdobył złoty medal we wspinaczce sportowej w prowadzeniu, w finale pokonał młodszego brata François oraz innego reprezentanta Francji François Lombarda.
Wielokrotny uczestnik, medalista zawodów wspinaczkowych Rock Master we włoskim Arco, gdzie zdobył srebrny medal w 1995 roku.
Wielokrotny medalista mistrzostw Francji we wspinaczce sportowej w konkurencji prowadzenie, które wygrał w 1994 oraz w 1995 roku.

## Osiągnięcia

### Mistrzostwa świata
| Konkurencje | 1995 | 1997 | 1999 |
| Prowadzenie | 2    | 8    | 4    |

### Mistrzostwa Europy
| Konkurencje | 1996 | 1998 |
| Prowadzenie | 1    | 6    |

### Rock Master
| Konkurencje | 1994 | 1995 | 1996 | 1998 | 2000 |
| Prowadzenie | 6    | 2    | 6    | 11   | 12   |

## Życie prywatne
Mąż Stéphanie Bodet (ur. 1976), która również uprawiała wspinaczkę sportową, specjalizowała się w konkurencji prowadzenie i w 2000 została wicemistrzynią Europy.
Jego młodszy brat François (ur. 1975) również uprawiał wspinaczkę sportową (w 1997 został mistrzem świata w prowadzeniu).